# Илющенко, Дмитрий Семёнович
Дмитрий Сергеевич Илющенко (4 сентября 1925 года — 25 августа 1980 года) — советский ефрейтор, разведчик 1819-го самоходного артиллерийского полка Резерва Главного Командования 49-й армии 2-го Белорусского фронта, полный кавалер Ордена Славы (1945).

## Биография
Родился 4 сентября 1925 года в селе Полойка Славгородского округа Сибирского края, ныне Краснозёрского района Новосибирской области в крестьянской семье.
В январе 1943 года призван в РККА Краснозёрским районным военкоматом, с марта 1943 года находился на фронтах Великой Отечественной войны.
3 сентября 1944 года, будучи разведчиком 1819-го самоходного артиллерийского полка 49-й армии 2-го Белорусского фронта, рядовой Илющенко обнаружил находившиеся в засаде танки и штурмовые орудия врага, по которым затем был нанесён артиллерийский удар. В бою за село Трошин в 12 км к юго-востоку от населённого пункта Остроленка (Польша) скосил из автомата 8 солдат противника. Приказом войскам 49-й армии № 0112 от 29 сентября 1944 года за данный подвиг награждён орденом Славы 3 степени.
С 14 по 18 января 1945 года проводил разведку, выявляя огневые позиции противника. 22 января 1945 года под населённым пунктом Пясечница (Польша) обнаружил 3 замаскированных танка противника, по которым был нанесён огневой удар, в результате мощного было выведено из строя 2 из них. Приказом войскам 49-й армии № 021 от 9 марта 1945 года за данный подвиг награждён орденом Славы 3 степени.
22 апреля 1945 года в ходе боёв за населенный пункт Зиггельков к юго-востоку от города Пархим обнаружил 2 миномётные батареи, которые вскоре были уничтожены советской артиллерией. 29 апреля 1945 года в районе населенного пункта Дензов расстрелял из автомата 3 расчёта фаустников, 1 мая 1945 года в бою к западу от населённого пункта Дилейц уничтожил с помощью личного оружия и гранат до 15 солдат противника. Указом Президиума Верховного Совета СССР от 29 июня 1945 года награждён орденом Славы 1 степени, став полным кавалером ордена Славы.
В ноябре 1946 года был демобилизован. После демобилизации жил в городе Мариинск Кемеровской области, работал во вневедомственной охране Мариинского РОВД.
Умер 25 августа 1980 года. Похоронен в Мариинске.

## Награды
- Орден Славы I степени (1945)
- Орден Славы II степени (1944)
- Орден Славы III степени (1944)
- Медаль «За отвагу» (1944)
- Орден Красной Звезды (1944)